# In Parenthesis (poemat Davida Jonesa)

Brytyjski żołnierz w okopie nad Sommą

In Parenthesis – obszerny poemat epicki brytyjskiego artysty plastyka i poety Davida Jonesa, opublikowany w 1937, stanowiący syntezę frontowych przeżyć autora i jego artystycznych i literackich wrażeń. Utwór jest pełen aluzji do wielkich dzieł literatury światowej, w tym między innymi do Morte d’Arthur Thomasa Malory’ego. Poemat zyskał uznanie poety i krytyka T.S. Eliota. Bohater utworu, John Ball, ginie w bitwie nad Sommą w 1916. Poemat jest napisany zarówno wierszem, jak i prozą.
Na podstawie poematu Davida Jonesa oparta została opera z muzyką Iaina Bella i librettem Davida Antrobusa i Emmy Jenkins.